# 빌럼 에인트호번
빌럼 에인트호벤(Willem Einthoven, 1860년 5월 21일 - 1927년 9월 29일 )는 네덜란드의 생리학자이자 의사이다.

## 생애
빌럼 에인트호번은 지금의 인도네시아 자바섬의 세마랑에서 태어났다. 의사였던 그의 아버지는 그가 어렸을 때, 돌아가셨다. 그의 어머니는 1870년에 그를 데리고 네덜란드로 돌아갔다. 그의 아버지는 유태계 네덜란드인이었고, 어머니는 네덜란드와 스위스의 혈통이었다. 위트레흐트 대학 의학부를 1885년에 졸업했고, 그 다음해인 1886년 레이덴 대학교 생리학 교수로 취임했다.
1902년에 네덜란드 왕립 예술 과학 아카데미의 회원이 되었다.
1903년에 심전도 법 (ECG / EKG)을 발명했다. 그 공적으로 1924년에 노벨 생리학·의학상을 수상했다.

## 업적
에인트호벤 시대 이전에는, 심장의 박동이 전류를 만들어내는 것은 알려져있었다. 하지만 당시의 기계로는 심장에 전극을 직접적으로 가져가지 않고는 정확하게 이 현상을 측정할 수가 없었다. 1901년부터, 에인트호벤은 검류계의 시제품을 만들기 시작했다. 이 기계는 매우 강한 자석 사이를 지나는 매우 가는 전도성의 필라멘트를 사용했다. 전류가 필라멘트를 통해서 흐르면 전류에 의해 생성된 자기장이 선을 움직이도록 했다. 밝은 빛이 가는 선을 비추면, 롤처럼 움직이는 사진 용지에 그림자를 드리웠고, 이로 인해 선의 움직임을 보여주는 연속된 커브를 보여주었다. 원래의 기계는 강한 전자기로 인해 수냉식으로 기계를 식혀야 했고, 5명의 사람이 작동하는데에 필요했으며, 무게가 270kg에 달했다. 이 장치는 검류계의 민감도를 증폭시켰고, 심장이 살과 뼈로 뒤덮여 있더라도, 전류를 측정할 수 있도록 해주었다.
이후 훨씬 더 훌륭하고 휴대하기 편한 심전도 장치가 생겼지만, 심전도 장치를 언급하는데에 사용되는 용어는 대부분 에인트호벤으로부터 왔다.

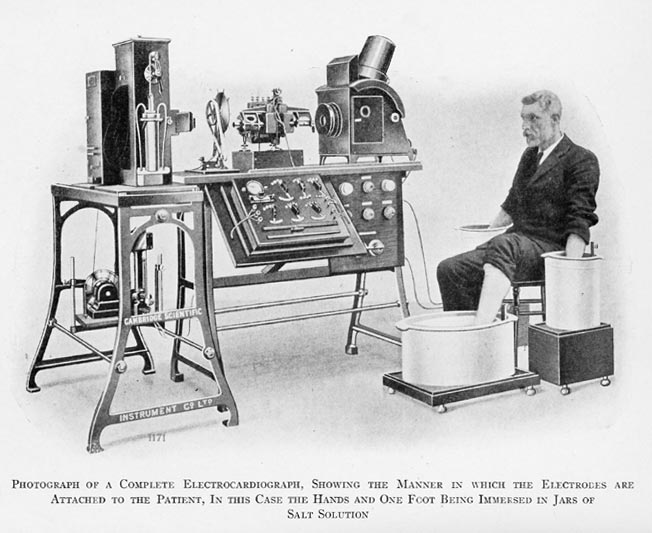
초기의 심전도 장치

## 참조
1. ↑  The Walbeek Family from Holland:Information about Louise Marie Mathilde Carolien de Vogel. Familytreemaker.genealogy.com (1927-09-29). Retrieved on 2012-07-25.
2. ↑  http://www.dwc.knaw.nl/biografie/pmknaw/?pagetype=authorDetail&aId=PE00000117 Willem Einthoven (1860 - 1927) - Royal Netherlands Academy of Arts and Sciences

## 참고 자료
- Snellen, Herman Adrianus (1995), 《Willem Einthoven (1860–1927) Father of Electrocardiography, Life and Work, Ancestors and Contemporaries》, Dordrecht: Kluwer Academic Publishers, ISBN 0-7923-3274-1
- Shouldice RB, Bass G (2002), “From Bench to Bedside – Developments in Electrocardiology” (PDF), 《The Engineers Journal, Institution of Engineers of Ireland》 56 (4): 47–9, 2009년 3월 25일에 원본 문서 (PDF)에서 보존된 문서, 2016년 9월 26일에 확인함
- The Einthoven Foundation Cardiology Information Portal Historical pictures
- Nobel prize citation 보관됨 2005-03-06 - 웨이백 머신
- Einthoven's triangle
- Bibliography in the Virtual Laboratory of the Max Planck Institute for the History of Science
- Museum Boerhaave Negen Nederlandse Nobelprijswinnaars
- A.M. Luyendijk-Elshout, Einthoven, Willem (1860–1927), in Biografisch Woordenboek van Nederland.
- Biography Willem Einthoven (1860–1927) at the National Library of the Netherlands
- Moukabary, T (2007). “Willem Einthoven (1860–1927): Father of electrocardiography”. 《Cardiology Journal》 14 (3): 316–317.